# Laurent Ciechelski
Laurent Ciechelski est un joueur de football français né à Gien le 4 juin 1971. Il évoluait au poste de défenseur. 1,80 m pour 77 kg.

## Biographie
Laurent Ciechelski joue principalement en faveur de l'AJ Auxerre et du Havre.
Il joue son premier match en Ligue 1 le 20 septembre 1992 lors de la rencontre Sochaux - Auxerre (0-3).
Au total, il dispute 105 matchs en Division 1, 89 matchs en Division 2, et 37 matchs en National (3e division). Il prend également part à 9 matchs de Coupe de l'UEFA et 7 matchs de Coupe Intertoto.

## Clubs successifs
- 1992-1995 :  AJ Auxerre
- 1995-1996 :  FC Gueugnon
- 1996-2000 :  AJ Auxerre
- 2000-2004 :  Le Havre AC
- 2004-2006 :  Entente Sannois Saint-Gratien[1]